# Klein Karas

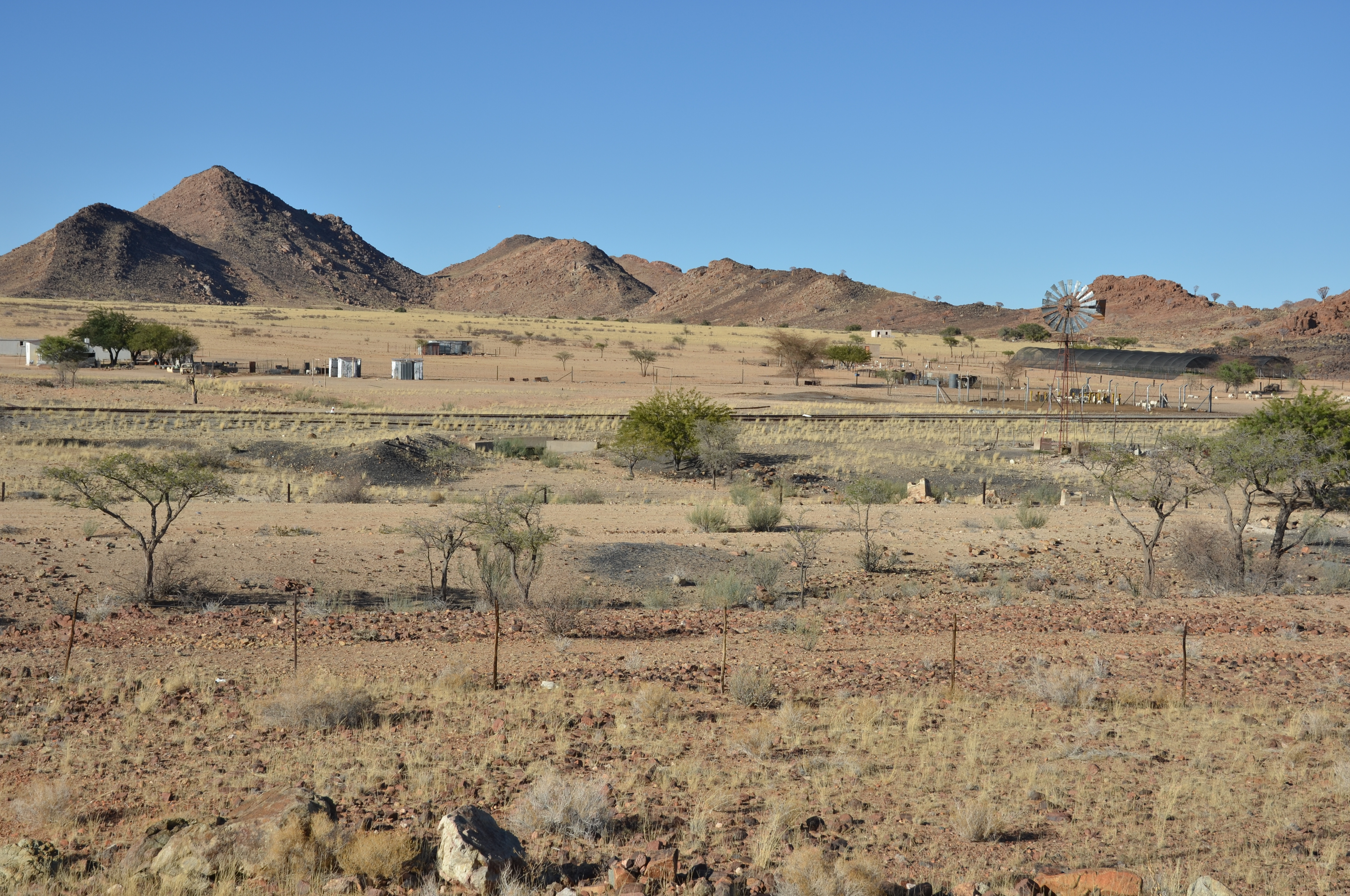
Klein Karas (2014)

Klein Karas ist eine Ansiedlung und Farm in der Region ǁKharasKlicklaut im Süden Namibias.
Die Ansiedlung liegt ca. 550 km südöstlich von Windhoek und ist über die Hauptstraße C12 und die Distriktstraßen D298 und D608 an das namibische Straßennetz angeschlossen. Klein Karas liegt an der Bahnstrecke Windhoek–Nakop. Sie liegt am Rande der (Klein) Karasberge.
Koordinaten: 27° 34′ S, 18° 5′ O